# قرزح شجيري
قرزح شجيري (الاسم العلمي: Atraphaxis frutescens) هو نوع من النباتات يتبع جنس القرزح من فصيلة البطباطية.